# Kapuzinerkloster Freiburg im Breisgau
Das Kapuzinerkloster Freiburg im Breisgau war ein Kloster des Kapuzinerordens in der Stadt Freiburg im Breisgau. Die Grundsteinlegung für den ersten Klosterbau in der Lehener Vorstadt erfolgte 1599. Das Kloster wurde 1821 aufgehoben. Der 1680 gegründete zweite Klosterkomplex wurde 1823 für den Bau des Collegium Borromaeum komplett abgerissen.

## Geschichte

### Gründung
Der Rat der Stadt Freiburg verwendete sich am 8. Oktober 1591 auf dem Provinzkapitel der Schweizerischen Kapuzinerprovinz in Altdorf für die Errichtung eines Kapuzinerklosters in der Stadt. Die Schweizerische Kapuzinerprovinz entsandte Vertreter nach Freiburg, die den Rahmen des Projektes abstecken sollte. Die Stadt überging jedoch den Senat der Universität, der entgegen seinem verbrieften Mitspracherecht nicht beteiligt wurde. Zugunsten des Klosterbaus intervenierte schließlich der von der Stadt um Hilfe gebetene Bischof von Konstanz, Andreas von Österreich.
Der Ordensgeneral P. Hieronymus Gerandoni und die päpstliche Verwaltung stimmten im Mai 1599 der Klostergründung zu. Die obligate Zustimmung des Landesherrn dürfte zu diesem Zeitpunkt bereits vorgelegen haben. Das Baugelände in der Lehener Vorstadt stifteten im November 1599 der Junker Matthias Streit und seine Gemahlin Apollonia Hauser. Der Weihbischof von Konstanz, Jakob Johann Mirgel (amtierend 1597–1619), legte den Grundstein zum ersten Klosterbau um 1600. Bereits im September 1601 erfolgte die Weihung der Laienkirche durch Jakob Johann Mirgel zu Ehren der Unbefleckten Empfängnis Mariä.

### Entwicklung im 17. und 18. Jahrhundert
Am 4. Oktober 1612 feierte der in den Kapuzinerorden eingetretene frühere Ensisheimer Gerichtsrat Markus Roy seine erste Heilige Messe. Schon bald nach seiner Gründung wurde das Kloster jedoch in die politischen Konflikte der Zeit hineingezogen: 1632 wurde Freiburg durch die Schweden unter General Gustaf Horn zum ersten Mal besetzt, im Jahr darauf durch den Herzog von Feria zurückerobert und ein weiteres Jahr später von den Schweden unter dem Rheingrafen Otto Ludwig von Salm-Kyrburg-Mörchingen zurückgewonnen. Die Kapuziner wurden im Gegensatz zu den Jesuiten von den Besatzern respektiert und unterstützt und waren daher auch während eines großen Pestausbruchs 1633 als Geistliche tätig. 1644 überstand das Kloster im Gegensatz zu den anderen Klöstern der Vorstadt die durch Oberst Kannoffsky angeordnete Bereinigung des Schussfeldes, wie es auch im Allgemeinen durch die Kriegsereignisse nur wenig beschädigt wurde. Am 16. April 1668 gehörte das Kloster Freiburg zu den 27 Kapuzinerklöstern, die sich auf dem Provinzialkapitel der Schweizer Kapuzinerprovinz in Wyl von dieser Provinz trennten und eine eigene, die Vorderösterreichische Kapuzinerprovinz gründeten.
Im Rahmen des Ausbaus Freiburgs zur französischen Festung durch den Marquis Vauban wurde der Klosterkomplex ab dem 11. Februar 1680 abgerissen, da es sich an einer strategisch bedeutsamen Stelle befand. Die Kapuziner kamen währenddessen im Collegium Sapientiae, einem Studentenwohnheim in der Herrenstraße, unter.
Am 22. Oktober 1680 wurde der Grundstein zum zweiten Klosterbau an der heutigen Schoferstraße 1 durch den Abt von St. Peter, Paulus Pastor, gelegt. Der Bau wurde mit einer persönlichen Zuwendung Ludwigs XIV. in einer Höhe von 2250 Gulden finanziert. Nach etwa zweijähriger Bauzeit konnte das neue Gebäude am 1. Oktober 1682 bezogen werden. Die Laienkirche wurde erst später fertiggestellt und am 12. Mai 1699 durch den Konstanzer Weihbischof Konrad Ferdinand Geist von Wildegg geweiht.
1706 und 1710 fanden bauliche Erweiterungen des Klosterkomplexes statt. Die Kriege des 18. Jahrhunderts beschädigten das Gelände nicht. Bei der Beschießung Freiburgs am 9. Oktober 1744 durchschlug eine Haubitzenkugel das Dach der Kirche, zertrümmerte den Weihwasserstein und beschädigte das Gitter und den Tabernakel des Altars, ohne dass jedoch Personen zu Schaden kamen. Die Patres sahen in dem Ereignis einen Beweis für die Kraft ihres Marienbildes.

### Auflösung
Am 24. März 1781 ordnete Wien die Abtrennung der nichtvorderösterreichischen Klöster der Kapuzinerprovinz Vorderösterreich an, die daraufhin vom letzten Definitor der alten Kapuzinerprovinz, R.P. Reinhard von Waldshut, vollzogen wurde. Das Kapuzinerkloster Freiburg kam im Zuge dieser Umstrukturierung zur neugeschaffenen Kapuzinerprovinz Schwaben. Doch bereits in diesem Jahrzehnt begann die Zurückdrängung der Ordensgemeinschaften im Zuge der Säkularisierungspolitik Josephs II. (Josephinismus), in deren Zuge zahlreiche Klöster aufgehoben wurden. Bereits am 8. Juni 1781 untersagte ein Hofdekret die Aufnahme neuer Novizen. 1784 ließ die Freiburger Regierung verlautbaren, zur Seelsorge seien die Kapuziner „entbehrlich“. 1785 schließlich ordnete Joseph II. die Aufhebung des Freiburger Kapuzinerklosters an, was jedoch herausgezögert und damit vorerst nicht umgesetzt wurde. Dennoch wuchsen die staatlichen Einschränkungen: Am 1. Februar 1788 wurde das Almosensammeln, der Amulett- und der Kräuterbüschelverkauf untersagt. Die Patres wurden durch den Religionsfonds alimentiert und damit zu Staatsbeamten. 1801 wurde das Verbot der Novizenaufnahme aufgehoben, kurz darauf jedoch wieder erlassen.
Im Jahr 1805 wurde das Kloster von der Regierung des kurzlebigen Herzogtums Modena-Breisgau auf den Aussterbeetat gesetzt und damit seine Auflösung befohlen. Auch das Großherzogtum Baden, an das Freiburg 1806 überging, hielt diese Anweisung aufrecht. 1817 erfolgte schließlich die erste Aufforderung der großherzoglich badischen Regierung an die Brüder, in das Kloster nach Staufen umzusiedeln. Dies wurde aber erst 1821 durchgesetzt, als die drei Pater und die Kapuzinerbrüder tatsächlich in das Ordenshospiz nach Staufen zogen. Das Kloster wurde aufgehoben und, nach der vorübergehenden Einquartierung der Franziskaner bis zum 15. September 1822, abgerissen. Im August 1822 wurde das Inventar des Klosters öffentlich versteigert.

## Aufgaben und Tätigkeiten des Klosters
Die Ordenspriester der Kapuziner halfen zeitweilig innerhalb des Dekanats aus. 1613 übernahmen die Kapuziner von den Franziskanern die Aufsicht über die Freiburger Klarissen. Ab 1670 kam nach der Abschaffung des Pfarrzwanges die Abnahme der Beichte hinzu. In der Folge berichteten die vorderösterreichischen Kapuzinerklöster über jährlich bis zu 800 000 abgenommene Beichten. Die seelsorgerische Betreuung der Kranken und Sterbenden war nach dem Usus der Zeit fast ausschließlich den Kapuzinern anvertraut. Kapuziner nahmen sich in Gefängnissen in besonderer Weise Inhaftierter und Verurteilter an und begleiteten die zum Tode Verurteilten auf ihrem letzten Gang. Ein weiterer Schwerpunkt lag in der Mission, die sich bis in die reformierte Markgrafschaft Baden erstreckte.
Der Kapuzinerorden erwarb sich große Verdienste bei der Versorgung der Pestkranken in den Epidemien des 16. und frühen 17. Jahrhunderts. Krankenseelsorge und Krankenpflege gingen ineinander über. Das Kloster engagierte sich besonders in den Pestausbrüchen in den Jahren 1633 bis 1634. Bei der seelsorgerischen Betreuung und Pflege der Erkrankten verstarben im Oktober und November 1633 mehrere Brüder.
Zur Volkstümlichkeit der Kapuziner trug der – 1789 untersagte – Verkauf von diversen Klosterarbeiten wie Skapulieren und Kreuzen, geweihten Kräuterbüscheln, Benediktionen und Geisterbannungen bei. Die Kapuziner verstanden sich als professionelle Exorzisten, auch wenn man darüber anders denken und spotten kann. Einer Volkssage zufolge erstiegen die Kapuziner im Alleingang den Feldberg, um dort in der Einöde die in einer Büchse gebannten bösen Geister auszusetzen.
Verwaltungstechnisch hatte das Kapuzinerkloster Freiburg die Stellung als eine der drei Kustodien innerhalb der Vorderösterreichischen Kapuzinerprovinz inne. Zur Freiburger Kustodie gehörten die Klöster von Freiburg, Neustadt, Laufenburg, Waldshut, Rheinfelden, Staufen, Breisach, Baden-Baden, Oberkirch, Offenburg, Haslach und Mahlberg, sowie die Residenz in Oppenau.

## Ausstattung des Klosters

### Altäre und Tafelbilder
Das Hauptaltarblatt stellte dem Patrozinium folgend die Unbefleckte Empfängnis Mariä dar. Vor 1743 versah Johann Christian Wentzinger die Seitenaltäre der Laienkirche mit Putten. Die vermutlich ebenfalls von Wentzinger weiter ausgestatteten Seitaltäre kamen über die Versteigerung des Klosterinventars im August 1822 in die Pfarrkirche nach Ebringen. Leider sind die von Wentzinger gefertigten Statuen der Nischen nicht erhalten.
Nach Heinrich Schreiber malte Joseph Markus Herrmann (1732–1811) mehrere Passionsbilder für das Refektorium.

### Bibliothek

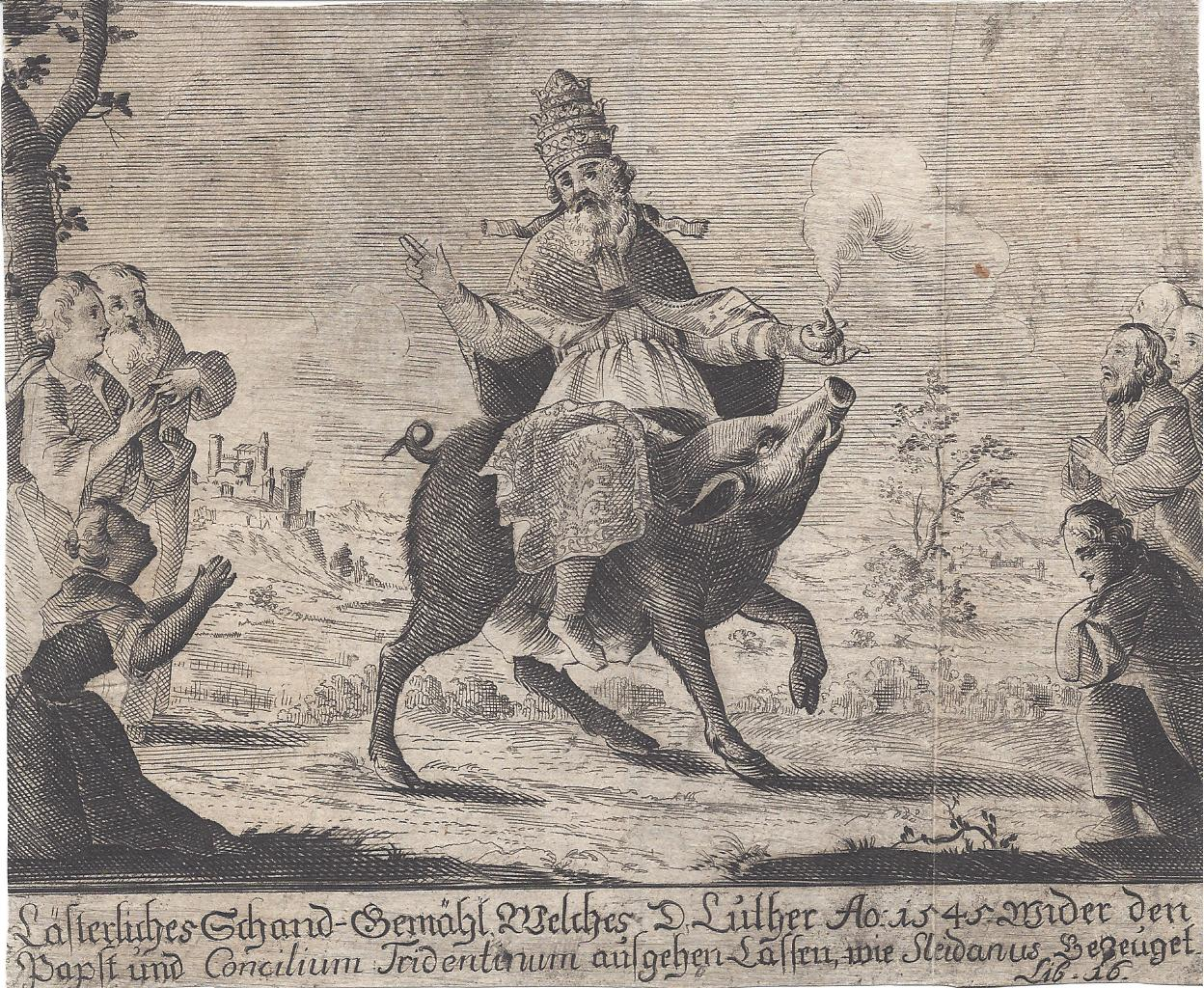
Johann Nikolaus Weislinger: Antireformatorische Illustration aus Friss Vogel oder stirb, 1726

Die Ordensregel sah die Einrichtung einer Bibliothek vor: „Da es immer Absicht unseres Vaters [Franziskus] war, dass die Brüder die für sie notwendigen Bücher in Gemeinschaft hätten und nicht privat, um die Armut besser zu beobachten und jegliche Anhänglichkeit an die Bücher und jede Liebhaberei vom Herzen fernzuhalten, wird verordnet, dass es in jedem Konvent einen kleinen Raum gebe, in dem die Heilige Schrift sowie die Werke einiger heiliger Lehrer aufbewahrt werden“. Dem bis zu 10 Jahre dauernden Studium der Kleriker sowie der Vorbereitung der Predigten verdanken die zum Teil durch Schenkungen erweiterten Kapuzinerbibliotheken ihre Entstehung. In den Bibliothekskatalogen der Provinz finden sich gut bestückte Abteilungen mit antireformatorischen Streitschriften im Stil Weislingers oder mit den Werken Abrahams a Sancta Claras.
Anlässlich der Klosterrenovierung von 1768 wurde der Katalog der Buchbestände des Freiburger Klosters aktualisiert. Der Bestand umfasste danach 3649 unterschiedliche Titel und 99 Handschriften. Der Bibliothekskatalog wurde vom Guardian Antonius von Rheinfelden 1705 angelegt.
Die Bibliothek wurde nach der Aufhebung des Klosters 1822 aufgelöst. Nach den Bestimmungen des Reichsdeputationshauptschlusses von 1803 erhielt die Hofbibliothek in Karlsruhe das Recht der ersten Auswahl aus den Kloster- und Stiftsbibliotheken. Die nicht gewünschten Bücher wurden den Universitätsbibliotheken Freiburg und Heidelberg angeboten. Die Übernahme der säkularisierten Kapuzinerbibliothek Freiburg erfolgte 1822 in der Endphase der Übereignungen.

### Kapuzinergruft
Die Kapuzinergruft wurde aufgrund der Josephinischen Bestattungsgesetze ab 1784 nicht mehr benutzt.

## Klosteranlage
Das erste Klostergelände lag in der Lehener Vorstadt. Nach der Schleifung der ersten Klosteranlage erfolgte der Neubau 1680 innerhalb der Stadtmauern an der heutigen Schoferstraße.

### Spätere Nutzung
Überreste der Klosteranlage sind nach dem Komplettabriss nicht bekannt. Das Areal an der Schoferstraße wurde 1823 bis 1827 mit dem Collegium Borromaeum überbaut, das seinerseits nach großen Schäden im Zweiten Weltkrieg wieder aufgebaut wurde.

## Sonstiges

### Reliquiensammlung des Guardians Schächtelin
Der aus einer Freiburger Bürgerfamilie stammende Kapuziner Raphael Schächtelin (unbekannt-1667), Guardian in Freiburg von 1648 bis 1649 und von 1652 bis 1653, nahm 1650 am Generalkapitel des Kapuzinerordens in Rom teil. Ab 1578 wurden in der Priscilla-Katakombe die Gebeine mehrerer sogenannter Katakombenheiliger geborgen. P. Raphael erhielt am 17. Juni 1650, beglaubigt durch den öffentlichen Notar Leonardus de Leonardis, vom Generalvikar Ginetti die Gebeine des Märtyrers Alexander sowie weitere 13 Reliquien übereignet, die er in seinem Reisegepäck nach Freiburg überführte. Die Gebeine St. Alexanders übergab P. Raphael am 19. Dezember 1651 im Rahmen einer feierlichen Translation dem Magistrat. Sie wurden 1752 von den Dominikanerinnen für die Sakristei des Münsters aufgearbeitet. Der Heilige Alexander (Namensfest am 17. September) wurde in der Folge Schutzheiliger der Stadt Freiburg.
Eine Reliquie des hl. Flavius erhielt die Priesterschaft des Münsters zum Geschenk. Die übrigen zwölf Reliquien wurden auf die zwölf Zünfte verteilt. Auf Wunsch von P. Raphael wurden für sie hochwertige Reliquienbüsten angefertigt. Ein Teil dieser seit 1653 von den Zünften bei den Fronleichnamsprozessionen mitgeführten Reliquienbüsten hat sich erhalten.

### Herausragende Mitglieder des Kapuzinerklosters in Freiburg
- Markus Roy (1578–1622), Märtyrer des Ordens, in Freiburg vom 4. Oktober 1612 bis zum 23. Juli 1614 nachweisbar.
- Raphael Schächtelin (?–1667), Stifter der Gebeine des Freiburger Stadtpatrons St. Alexander und der Zunftreliquien.
- Pater Romuald, 1784 wegen kommunistischer Predigten und Gründung eines Brüderbundes steckbrieflich gesucht.[23]